# منكيلي
منكيلي (بالإنجليزية: Meänkieli)‏ (حرفيا "لغتنا") هي مجموعة من اللهجات الفنلندية المميزة أو لغة فنلندية يتم التحدث بها في أقصى شمال السويد على طول وادي نهر تورن. مكانتها كلغة مستقلة متنازع عليها، ولكن في السويد يتم الاعتراف بها كواحدة من لغات الأقليات الخمس في البلاد.
لغويًا، تتكون Meänkieli من مجموعتين فرعيتين من اللهجات، لهجات Torne Valley (تحدث أيضًا على الجانب الفنلندي من نهر Torne) ولهجات Gällivare ، وكلاهما ينتميان إلى مجموعة لهجات Peräpohjola الأكبر. لأسباب تاريخية وسياسية، تتمتع بمكانة لغة أقلية في السويد. في السويدية الحديثة، يشار إلى اللغة رسميًا باسم meänkieli، على الرغم من أن الاسم القديم، tornedalsfinska ("Torne Valley Finnish")، لا يزال شائع الاستخدام. يميل راديو Sveriges إلى استخدام tornedalsfinska للثقافة بشكل عام و meänkieli خصيصًا للغة.
تتميز Meänkieli عن اللغة الفنلندية القياسية بغياب التطورات الفنلندية في القرنين التاسع عشر والعشرين.